# Смрт Артурова
Смрт Артурова (фр. Le morte Darthur) је средњеенглеско прозно дело Томаса Малорија из 15. века које представља прераду приче о легендарном краљу Артуру, Гиневри, Ланселоту, Мерлину и витезовима Округлог стола, заједно са њиховим фолклором. Да би испричао „потпуну” причу о Артуру од његовог зачећа до смрти, Малори је сакупио, преуредио, интерпретирао и модификовао материјал из различитих француских и енглеских извора. Данас је ово једно од најпознатијих дела артуријанске књижевности. Многи аутори од оживљавања легенде током 19. века користили су Малорија као свој главни извор.
Малори је Смрт Артурову наводно написао у затвору крајем средњег века у Енглеској, око 1470. године, а она је први пут објављена у штампаном издању 1485. од стране Вилијама Какстона. Све до открића Винчестерског рукописа 1934. године, издање из 1485. се сматрало најранијим познатим текстом Смрти Артурове и најближе Малоријевој оригиналној верзији. Модерна издања под бројним насловима су неизбежно променљива, мењајући правопис, граматику и заменице ради погодности читалаца савременог енглеског језика, често и скраћујући или ревидирајући материјал.
Смрт Артурову је у Србији објавила издавачка кућа Службени гласник 2022. године, у преводу Александра В. Стефановића.

## Историја

### Ауторство
Тачан идентитет аутора Смрти Артурове дуго је био предмет спекулација, због чињенице да је најмање шест историјских личности носило име „Сер Томас Малори” (са различитим начинима спеловања) током касног 15. века. У делу, аутор себе описује као „Витеза затвореника Томаса Малорија”. Историјски гледано, ово је узето као пратећи доказ за идентификацију која је најшире прихваћена од стране стручњака: да је аутор био Томас Малори од Њуболд Ревела, у Ворикширу, син сер Џона Малорија.
Према временској линији коју је предложио Пи Џеј Си Филд; сер Томас из Њуболд Ревела наследио је породично имање 1434. године, али је до 1450. био потпуно огрезао у злочиначком животу. Још 1433. године био је оптужен за крађу, али су озбиљније оптужбе против њега укључивале покушај убиства Хамфрија Стафорда, војводе од Бакингема, оптужбу за најмање два силовања и да је напао и опљачкао опатију Кум. Малори је први пут ухапшен и затворен 1451. због заседе Бакингема, али је пуштен почетком наредне године. До марта се вратио у затвор Маршалси, а затим у Колчестер, бежећи у више наврата. Године 1461. добио је помиловање од краља Хенрија VI, враћајући се да живи на свом имању.
После 1461. остало је неколико записа за које се стручњаци слажу да се односе на Малорија из Њуболд Ревела. У периоду 1468–1470, краљ Едвард IV издао је још четири општа помиловања која су искључивала Томаса Малорија. Прво од ових назива Малорија витезом и односи се на учеснике кампање у Нортамберленду на северу Енглеске као на чланове ланкастарске фракције. Филд тумачи да се ова искључења помиловања односе на Малорија од Њуболд Ревела, сугеришући да је Малори променио своју оданост династији Јорк ступивши у службу династији Ланкастер, као и да је био умешан у заверу са Ричардом Невилом, грофом од Ворика за свргавање краља Едварда. Вилијам Метјуз, који је сведочио о поодмаклим годинама овог кандидата у време кампање у Нортамберленду и који је живео много даље на југу, тумачи овај запис као да се односи на његовог сопственог предложеног кандидата за ауторство.
Филд је предложио да је Малори током последњег боравка у затвору Њугејт у Лондону написао Смрт Артурову, као и да је пуштен у октобру 1470. када се Хенри VI вратио на енглески престо; умирући само пет месеци касније. Овај витез из Ворикшира био је широко прихваћен као аутор Смрти Артурове све до објављивања Метјузовог истраживања 1966. године. Поодмакло доба овог кандидата у време када је дело написано данас је генерално препознато као озбиљан проблем, а његова историја и карактер стоје у супротности са самим делом.
Ова идентификација је била широко прихваћена током већег дела 20. века на основу претпоставке да је овај кандидат рођен око 1416. године. Ову годину је предложио Филд, што је у супротности са оригиналним записом о војној служби овог витеза од Дагдејла. Године 1966, Метјуз је објавио оригинално истраживање које показује да је Малори од Њуболд Ревела заправо био официр под краљем Хенријем V у чувеној бици код Азенкура до 1414. или 1415. године; потврђујући Дагдејлов оригинални запис и смештајући време рођења овог витеза око 1393. године. Истраживачи из касног 20. века су генерално признавали да би ово учинило витеза од Њуболд Ревела превише старим да би написао Смрт Артурову: у затвору од средине 1470-их до раних 1480-их, када је, према Метјузовим речима: „Средњовековно гледиште било да шездесетогодишњак није био спреман ни за шта осим за самртничку јаму.” Пошто се није показало да ниједан други савременик Томаса Малорија није добио титулу витеза, питање је остало нерешено.
Други кандидат који је добио подршку стручњака као могући аутор Смрти Артурове је Томас Малори од Папворт Сент Агнеса у Хантингдонширу, чији је тестамент, написан на латинском и датиран 16. септембра 1469, описан у чланку Т. А. Мартина у часопису Athenaeum у септембра 1897. године. Овај Малори је рођен у Шропширу 1425. године, као син сер Вилијема Малорија, иако у тестаменту нема назнака да је и сам био витез; умро је у року од шест недеља од састављања тестамента. Претпоставља се да чињеница да се чини да је одрастао у Линколнширу може објаснити трагове линколнширског дијалекта у Смрти Артуровој. До данас, овај кандидат није привукао пажњу стручњака као витез од Њуболд Ревела.
Најскорији кандидат за ауторство појавио се средином 20. века: Томас Малори из Хатон Конијерса и Стадли Ројала у Јоркширу. Ова тврдња је изнета 1966. године у делу Лоше осмишљени витез: Скептична истрага о идентитету сер Томаса Малорија Вилијама Метјуза. Метјузови примарни аргументи у корист јоркширског Малорија били су северњачки дијалект Смрти Артурове; вероватноћа да је ово Малори кога је Едвард IV 1468. искључио из помиловања; и чињеница да је витез од Њуболд Ревела био превише стар да би написао Смрт Артурову касних 1460-их. Метјузово тумачење није било широко прихваћено, пре свега зато што није могао да пронађе доказе да је Јоркширац био витез. Сесилија Ламп Линтон је, међутим, пружила опширне детаље о Малоријима из Јоркшира и понудила доказе да је Томас од Јоркшира био витез хоспиталац, витез цркве. Она је такође испитала порекло неких од познатих извора Смрти Артурове и показала да би овај Малори имао директан приступ овим документима. Ако прихватимо Линтонин доказ, примарни приговор његовом ауторству је уклоњен, а противречности које је изнео витез од Њуболд Ревела постају неважне. Сама Смрт Артурова делује много више као дело витеза цркве него секуларног приповедача, о чему сведочи Малоријев сопствени закључак: „...молите се за мене док сам у животу да ми Бог пошаље добро избављење, и када умрем, молим вас да се сви молите за моју душу; јер ову књигу је завршио девете године владавине краља Едварда Четвртог, витез Сер Томас Малори, док му је Исус помогао својом великом моћи, јер он је слуга Исусов и дању и ноћу”.

### Објављивање и утицај
Смрт Артурова је завршена 1469. или 1470. године („девете године владавине краља Едварда IV”), према белешци на крају књиге. Верује се да је Малоријев оригинални наслов требало да буде Цела књига о краљу Артуру и његовим племенитим витезовима Округлог стола, а само њен последњи део да се зове Смрт Артурова. На крају дела, издавач Вилијам Какстон је додао: „Тако се завршава ова племенита и радосна књига под називом Смрт Артурова, упркос томе што говори о рођењу, животу и делима поменутог краља Артура; о његовим племенитим витезовима Округлог стола, њиховим чудесним потрагама и пустоловинама, налажењу Светог грала, и на крају, тужној смрти и одласку са овог света свакога од њих.” Какстон је раздвојио Малоријевих осам књига у 21 књигу, поделио књиге на укупно 506 поглавља и додао резиме сваком поглављу, као и колофон целој књизи.
Прво штампање Малоријевог дела направио је Какстон 1485. године, чиме је Смрт Артурова постала једна од првих књига икада штампаних у Енглеској. Познато је да су сачуване само две копије ове оригиналне штампе, у колекцијама Морганове библиотеке и музеја у Њујорку и библиотеке Џона Рајландса у Манчестеру. Показала се популарном и поново је штампана у илустрованој форми са неким додацима и изменама 1498. и 1529. од стране Винкина де Ворда који је наследио Какстонову штампу. Пре Енглеског грађанског рата објављена су још три издања 1557, 1585. и 1634. године, од којих је свако садржавало додатне измене и грешке. Издање из 1634. године, засновано на оном из 1585, такође је намерно цензурисано. Након тога, књига је изашла из моде све до оживљавања интересовања за средњи век током романтизма.
Британска библиотека овако сумира важност Малоријевог дела: „Оно је вероватно одувек било популарно дело: први га је штампао Вилијам Какстон (...) и од тада су га читале генерације читалаца. У књижевном смислу, Малоријев текст је најважнија од свих верзија легенде о Артуру на енглеском језику, и утицао је на различите писце као што су Едмунд Спенсер, Алфред Тенисон, Марк Твен и Џон Стајнбек.”

### Винчестерски рукопис
Помоћник директора на Винчестер колеџу, Волтер Фрејзер Оукшот, открио је раније непознату копију рукописа у јуну 1934, током каталогизације библиотеке колеџа. Новински извештаји објавили су да оно што је Какстон објавио 1485. није било баш оно што је Малори написао. Оукшот је објавио „Откриће рукописа” 1963. године, бележећи почетни догађај и његову спознају да је „ово заиста био Малори”, са „запањујућим доказима ревизије” у Какстоновом издању. Овај рукопис се сада налази у колекцији Британске библиотеке.
Проучавалац Малорија, Евгеније Винавер, прегледао је рукопис убрзо након његовог открића. Оукшот је био подстакнут да сам објави издање, али је уступио пројекат Винаверу. На основу свог почетног проучавања рукописа, Оукшот је 1935. закључио да је копија из које је Какстон штампао своје издање „већ била подељена на књиге и одељке.” Винавер је извршио исцрпно поређење рукописа са Какстоновим издањем и дошао до сличних закључака. Микроскопски преглед је открио да су мрље од мастила на Винчестерском рукопису офсетови новоодштампаних страница постављених у Какстоновом сопственом фонту, што указује да је Винчестерски рукопис био у Какстоновој штампарији. Верује се да је рукопис у целини ближи Малоријевом оригиналу и да нема поделе на књиге и поглавља за које је Какстон узимао заслуге у свом предговору. Дигитализовао га је јапански тим, који је приметио да је „текст несавршен, јер рукопису недостају први и последњи знакови и неколико листова. Најупечатљивија карактеристика рукописа је широка употреба црвеног мастила.”
У својој публикацији Дела сер Томаса Малорија из 1947. године, Винавер је тврдио да Малори није написао јединствену књигу, већ пре серију прича о Артуру, од којих је свака интерно доследно и независно дело. Међутим, Вилијам Метјуз је истакао да се Малоријеве касније приче често позивају на раније догађаје, сугеришући да је он желео да приче буду више кохерентне, али да није довољно ревидирао цео текст да би то постигао. Након тога уследила је много дебата у академским круговима касног 20. века о томе која верзија је супериорнија, Какстонова штампана или Малоријева оригинална визија.
Какстоново издање се на много места разликује од Винчестерског рукописа. Поред бројних малих разлика на свакој страници, постоји и велика разлика у стилу и садржају у Малоријевој другој књизи (Какстоновој петој), која описује рат са римским царом Луцијем, где је Какстонова верзија много краћа. Поред тога, Винчестерски рукопис нема ниједну од уобичајених ознака које би састављачу указивале на то где треба додати наслове поглавља. Стога се тврдило да Винчестерски рукопис није копија из које је Какстон припремио своје издање; пре се чини да је Какстон или сам написао другу верзију, или је користио другу верзију коју је припремио Малори.
Чини се да Винчестерски рукопис није преписао лично Малори; пре, чини се да је то била презентацијска копија коју су направила два писара који, судећи по одређеним дијалекатским облицима које су увели у текст, изгледа да потичу из западног Нортхемптоншира. Осим ових облика, и Винчестерски рукопис и Какстоново издање показују још неке северније дијалекатске облике који су, по оцени стручњака за дијалект средњеенглеског језика Ангуса Мекинтоша, најближи дијалекту Линколншира. Мекинтош, међутим, тврди да то не искључује нужно ворикширског Малорија као могућег аутора; он истиче да је могуће да је ворикширски Малори свесно имитирао стил и речник романтичне књижевности типичне за тај период.

## Преглед

### Стил
Као и друга енглеска проза из 15. века, Смрт Артурова је била под великим утицајем француских дела, али Малори их спаја са другим енглеским стиховима и прозним облицима. Средњеенглеска Смрт Артурова је много ближа раном модерном енглеском од средњеенглеског у Кентерберијским причама Џефрија Чосера; ако се правопис модернизује, чита се скоро као елизабетански енглески. Тамо где су Кентерберијске приче на средњеенглеском, Малори пружа „једну руку Чосеру, а једну Едмунду Спенсеру”, тако што конструише рукопис који је тешко сврстати у једну категорију.
Малоријев начин писања у данашње време изазива поделе: понекад се посматра као поједностављен са уметничке тачке гледишта, „збркан” и пун понављања, међутим постоје и супротна мишљења, као што су она која га сматрају „врхунским естетским достигнућем”. Други аспекти Малоријевог стила писања укључују његово нагло скраћивање већег дела изворног материјала, посебно у раним деловима који се тичу Артурове позадине и његовог успона (у корист каснијих авантура витезова), вероватно на основу ауторове претпоставке да читалац већ зна приче, што резултује проблемом изостављања важних ствари „чиме се његов текст често чини нејасним”, и начин на који би понекад описе ликова претварао у властита имена. Пошто дело покрива толико дуг временски период, Малори користи „тако—и—онда”, често да би прешао у препричавање прича које постају епизоде уместо целина које могу да стоје саме за себе.

### Поставка и теме
Већина догађаја одвија се у историјско-фантастичним верзијама Британије и Француске у неодређено време (повремено се радња креће још даље, у Рим и Сарас, и подсећа на библијске приче са древног Блиског истока). Мит о Артуру смештен је у период од 5. до 6. века; међутим, Малоријево казивање садржи много анахронизама и нема никакве тежње ка историјској тачности – чак и мање од сопствених извора. Ранији аутори романсе су већ описивали Артурова времена „мрачног доба” као познати свет у стилу високог до касног средњег века са витезовима у оклопима и великим замковима на месту пост-римских ратника и утврда. Малори је додатно модернизовао легенду спајајући келтску Британију са својом савременом Краљевином Енглеском (на пример, изричито идентификујући Логрес као Енглеску, Камелот као Винчестер и Астолат као Гилфорд) и, потпуно аисторијски, замењујући саксонске освајаче из легенди са османским Турцима у улози страних паганских непријатеља краља Артура. Иако се Малори враћа у доба идеализоване визије витештва, са витешким кодексима части и такмичењима у борби, у његовим причама нема помена о земљорадничком животу или трговини. Као што је приметио Ијан Скот-Килверт, ликови се „скоро у потпуности састоје од борбених мушкараца, њихових жена или љубавница, са повременим записничаром или чаробњаком, вилом или демоном, џином или патуљком” и „време не утиче на Малоријеве хероје”.
Према Чарлсу В. Мурману III, Малори је намеравао да „на енглеском запише уједињену Артуријаду која би требало да садржи рађање, процват и пад једне скоро савршене земаљске цивилизације”. Мурман је идентификовао три главна мотива која се провлаче кроз дело: тајну везу сер Ланселота и краљице Гиневре; дугу крвну освету између породица краља Лота и краља Пелинора; и мистичну потрагу за Светим гралом. Сваки од ових заплета би дефинисао један од узрока пропасти Артуровог краљевства, наиме „неуспехе у љубави, у оданости, у религији.”

### Томови и хронологија
Пре Какстонове реорганизације, Малоријево дело се првобитно састојало од осам књига:
1. Рођење и успон Артура: „Од венчања краља Утера до краља Артура (који је после њега владао и многе битке водио)”
2. Артуров рат против оживелог Западног Рима: „Племенита прича између краља Артура и Луција, римског цара”
3. Ране пустоловине сер Ланселота: „Племенита прича о сер Ланселоту од Језера”
4. Прича о сер Гарету: „Прича о сер Гарету од Оркнија”
5. Легенда о Тристану и Изолди: „Књига о сер Тристану од Лионеса”
6. Потрага за Гралом: „Племенита прича о Светом гралу”
7. Забрањена љубав између Ланселота и Гиневре: „Сер Ланселот и краљица Гиневра”
8. Распад витезова Округлог стола и последња Артурова битка: „Смрт Артурова”

Мурман је покушао да доведе књиге Винчестерског рукописа у хронолошки ред. У његовој анализи, Малоријева намеравана хронологија може се поделити на три дела: Књига I праћена интервалом од 20 година који укључује неке догађаје из Књиге III и других; 15-годишњи период Књиге V, такође обухватајући Књиге IV, II и касније делове Књиге III (тим редоследом); и на крају књиге VI, VII и VIII у директном низу почевши од завршног дела Књиге V (одељак Весела градина).

## Синопсис

### Књига I (Какстон I–IV)
Артур је рођен као дете високог краља Британије (Малоријеве „Енглеске”) Утера Пендрагона и његове нове супруге Игрејне, а затим га чаробњак Мерлин одводи сер Ектору који га потајно одгаја током превирања насталог након Утерове смрти. Годинама касније, петнаестогодишњи Артур изненада постаје владар Британије када извуче судбински мач из камена на такмичењу које је организовао Мерлин, што доказује његово право по рођењу за које ни сам није био свестан. Новокрунисани краљ Артур и његови следбеници, укључујући краља Бана и краља Борса, боре се против ривала и побуњеника, на крају побеђујући у рату у великој бици код Бедегрејна. Артур односи победу захваљујући својој војничкој вештини и пророчким и магијским саветима Мерлина (касније га замењује чаробница Ниму), уз помоћ мача Екскалибура који је Артур добио од Госпе од Језера. Уз помоћ помирених побуњеника, Артур такође одбија страну инвазију у бици код Кларенса. Са осигураним престолом, Артур се жени такође младом принцезом Гиневром и наслеђује Округли сто од њеног оца, краља Леодегранса. Затим окупља своје главне витезове, укључујући неке од својих бивших непријатеља који су му се сада придружили, у својој престоници Камелоту, оснива дружину Округлог стола и сви се заклињу Пентекостном заклетвом на витешко понашање.
Наратив Малоријеве прве књиге углавном је заснован на епској песми Мерлин. Такође укључује причу о Балину и Балану (дугачак део који је сам Малори назвао „књигом”), као и друге епизоде као што су лов на Трагалачку звер и издаја Артурове полусестре чаробнице, краљице Моргане ле Феј, у завери који укључује и њеног љубавника Аколона. Штавише, говори о рођењу Артуровог инцестуозног сина Мордреда кога је добио са својом полусестром, Моргаузом (иако је Артур није познавао као своју сестру); по Мерлиновом савету, Артур затим узима сваког новорођеног дечака у свом краљевству и сви осим Мордреда, који је неким чудом преживео, на крају гину на мору.
Малори се бави својим савременим преокупацијама легитимитетом и друштвеним немирима, који ће се појавити у остатку Смрти Артурове. Према Хелен Купер у књизи Сер Томас Малори: Смрт Артурова – Винчестерски рукопис, прозни стил, који опонаша историјске документе тог времена, даје призвук ауторитета целом делу. Ово је омогућило савременицима да читају књигу као историју, а не као белетристичко дело, што је чини моделом реда током Малоријевог насилног и хаотичног времена током Ратова ружа. Малоријева забринутост за легитимитет одражава Енглеску из 15. века, где су многи полагали своја права на власт путем насиља и крвопролића.

### Књига II (Какстон V)
Почетак другог тома налази Артура и његово краљевство без непријатеља. Његов престо је сигуран, а његови витезови, укључујући Грифлета и Тора, као и Артурове сестриће Гавејна и Ивејна (синови Моргаузе и Моргане), доказали су се у разним биткама и фантастичним потрагама, као што је речено у првом тому. Тражећи још славе, Артур и његови витезови затим крећу у рат против (фиктивног) западноримског цара Луција који је захтевао од Британије да настави да плаћа данак. Одступајући од књижевне традиције Џефрија од Монмута у којој је Мордред остављен на челу краљевства (јер се то овде дешава пред крај приче), Малоријев Артур оставља свој двор у рукама Константина од Корнвола и плови у Нормандију где се налази са својим рођаком Хоелом. Након тога, прича детаљно описује Артуров поход на Рим кроз Немачку и Италију. Након низа битака које су резултирале великом победом над Луцијем и његовим савезницима и предајом римског сената, Артур је крунисан за цара Запада, али уместо тога организује владу заступника и враћа се у Британију.
Ова књига је углавном заснована на првој половини средњеенглеске херојске песме Алитеративна Смрт Артурова (која је сама у великој мери заснована на Џефријевој псеудо-хроници Историја краљева Британије). Какстонова штампана верзија је скраћена за више од половине у поређењу са Малоријевим рукописом. Винавер је изнео теорију да је Малори првобитно написао овај део као самостално дело, без знања о француским романсама. У ствари, постоји временски одмак који укључује Артуров рат са краљем Клодасом у Француској.

### Књига III (Какстон VI)
Враћајући се у време пре Књиге II, Малори уводи сер Ланселота, младог француског принца, као најцењенијег витеза краља Артура кроз бројне епизодне пустоловине, од којих је неке приказао у комичном маниру. Ланселот се увек придржава Пентекостне заклетве, помажући дамама у невољи и дајући милост часним непријатељима које је победио у борби. Међутим, свет у коме Ланселот живи превише је компликован за једноставна правила и, иако Ланселот тежи да живи по етичком кодексу, поступци других то отежавају. Други проблеми се показују када Моргана ле Феј зачара Ланселота, што одражава феминизацију магије, и на начин на који истакнутост борбе на надметању у овој причи указује на промену од ратовања на бојном пољу ка посреднијем и врлијем облику насиља.
Ланселотов лик се раније појавио у хронолошки каснијој Књизи II, борећи се за Артура против Римљана. У Књизи III, заснованој на деловима француске прозе Ланселот (углавном њеног одељка „Агравејн”, заједно са епизодом Опасне капеле преузете из Перлесвауса), Малори покушава да скрене фокус дворске љубави са прељубе у службу тако што ће Ланселот посветити све што ради краљици Гиневри, жени свог лорда и пријатеља Артура, али избегава (за неко време) да са њом уђе у прељубничку везу. Ипак, и даље је њена љубав крајњи извор Ланселотових врхунских витешких квалитета, нешто са чиме се и сам Малори није у потпуности слагао јер се чини да се косило са његовим личним идеалом витештва. Иако је катализатор пада Камелота, какав је био у традицији циклуса француске романтичне прозе, морално поступање према прељуби између Ланселота и Гиневре у Смрти Артуровој имплицира да је њихов однос истинит и чист, јер се Малори фокусирао на оплемењујуће аспекте дворске љубави.

### Књига IV (Какстон VII)
Четврта књига првенствено се бави пустоловинама младог Гарета („Лепоруки”) у његовој дугој потрази за сестрама Линет и Лионесом. Гарет, најмлађи од Артурових нећака од Моргаузе и Лота, скрива свој идентитет прерушен у безименог штитоношу у Камелоту да би стекао своју витешку титулу на најпоштенији и најчаснији начин. Иако ова конкретна прича није директно заснована ни на једном постојећем тексту, за разлику од већине садржаја претходних томова, она узима неке елементе ранијих артуровских прича.

### Књига V (Какстон VIII–XII)
Збирка прича о сер Тристану од Лионеса, као и о низу других витезова као што су сер Динадан, сер Ламорак, сер Паламид, сер Александар Сироче (Тристанов млади рођак ког је отела Моргана) и „Ла Кот Мал Тел”. После приче о Тристановом рођењу и детињству, примарни фокус књиге је на осуђеној прељубничкој вези између Тристана и Лепе Изолде, жене његовог злог ујака краља Марка. Такође укључује ретроспективну причу о рођењу Галахада као сина сер Ланселота и принцезе Елејн од Корбеника, праћену Ланселотовим годинама лудила.
Заснован углавном на француској дугој прози Тристан, или њеној изгубљеној енглеској адаптацији (и вероватно и на средњеенглеској романси у стиховима Сер Тристрем), Малоријев третман легенде о младом корнволском принцу Тристану је средишњи део Смрти Артурове као и најдужа од њених осам књига. Разноликост епизода и наводни недостатак кохерентности у наративу о Тристану постављају питања о његовој улози у Малоријевом тексту. Међутим, књига предвиђа остатак текста, као и укључивање и интеракцију са ликовима и причама о којима се говори у другим деловима дела. Може се посматрати као истраживање секуларног витештва и дискусија о части или „обожавању” када је засновано на осећају стида и поноса. Ако се Смрт Артурова посматра као текст у коме Малори покушава да дефинише појам витештва, онда прича о Тристану постаје њена критика, а не Малоријев покушај да створи идеалног витеза као што то чини у неким другим књигама.

### Књига VI (Какстон XIII–XVII)
Малоријев примарни извор за овај дуги део била је француска Потрага за Светим гралом, која бележи пустоловине многих витезова у њиховој духовној потрази за Светим гралом. Гавејн је први који је кренуо у потрагу за Гралом. Други витезови као што су Ланселот, Персивал и Борс Млађи, такође полазе у потрагу, коју је на крају завршио Галахад. Њихови подвизи су помешани са сусретима са девама и пустињацима који успут дају савете и тумаче снове.
Након конфузије секуларног моралног кодекса коју је манифестовао у претходној књизи, Малори покушава да конструише нови начин витештва стављајући нагласак на религију. Хришћанство и Црква нуде место где се може одржати Пентекостна заклетва, док строги морални кодекс који намеће религија наговештава готово извесни неуспех витезова. На пример, Гавејн одбија да се покаје за своје грехе, тврдећи да су невоље које коегзистирају са витештвом нека врста секуларног покајања. Исто тако, мањкави Ланселот, упркос свој својој искрености, није у стању да у потпуности побегне од своје забрањене љубави према Гиневри, и стога је предодређен да падне тамо где ће Галахад успети. Ово се поклапа са персонификацијом савршенства у облику Галахада, девца која поседује Божју моћ. Галахадов живот, потпуно безгрешан, чини га узором светог витеза који се не може опонашати кроз секуларно витештво.

### Књига VII (Какстон XVIII–XIX)
Наставак приче о Ланселотовој романси са Гиневром. Ланселот пролази кроз серију искушења како би доказао да је достојан краљичине љубави, што је кулминирало његовим спасавањем краљице од отмице одметнутог витеза Мелеаганта (ово је такође први пут да дело експлицитно помиње њихову сексуалну прељубу). Пишући га, Малори је комбиновао устаљени материјал из прозе Ланселот (укључујући причу о Лепој девојци од Асколата и скраћено препричавање песме Ланселот, витез од таљига) са сопственим креацијама (епизоде „Велики турнир” и „Исцељење сер Урија”).

### Књига VIII (Какстон XX–XXI)
Мордред и његов полубрат Агравејн успевају да открију Гиневрину прељубу и Артур је осуђује да буде спаљена жива. Ланселотова спасилачка група врши препад на погубљење, убивши неколико лојалних витезова Округлог стола, укључујући Гавејнову браћу Гарета и Гахериса. Гавејн, жељан освете, наводи Артура на дуг и огорчен рат са Ланселотом. Након што крену да прогоне Ланселота у Француској, где је Гавејн смртно повређен у двобоју са Ланселотом (и касније се коначно мири са њим на самртној постељи), Мордред заузима престо и преузима контролу над Артуровим краљевством. У крвавој последњој бици између Мордредових следбеника и Артурових преосталих лојалиста у Енглеској, Артур убија Мордреда, али је и сам тешко рањен. Док Артур умире, једини преживели Бедивир одбацује Екскалибур, а Моргана и Ниму долазе да одведу Артура у Авалон. Након смрти краља Артура, кога је наследио Константин, Малори открива детаље о каснијим смртима Бедивира, Гиневре, Ланселота и његових рођака.
Пишући последњу књигу, Малори је користио верзију Артурове смрти која потиче првенствено из делова француске прозне Смрти Артурове и, као секундарног извора, из енглеске Смрти Артурове у строфама. По речима Џорџа Брауна, књига „слави величину артуровског света уочи његове пропасти. Пошто се величанствено заједништво насилно окреће према себи, смрт и уништење такође производе покајање, опроштење и спасење.”

## Модерне верзије
Након 182 године од последњег штампања, 1816. године изашло је ново издање Александра Чалмерса, које је илустровао Томас Авинс (Историја славног принца Артура, краља Британије; са његовим животом и смрћу, и свим његовим славним биткама. Исто тако, племенита и херојска дела његових храбрих витезова Округлог стола), као и још једно Џозефа Хаслвуда (Смрт Артурова: Најдревнија и најпознатија историја славног принца Артура и витезова Округлог стола); оба су била заснована на Стансбијевој верзији из 1634. године. Неколико других модерних издања, укључујући она од Томаса Рајта (Смрт Артурова: Историја краља Артура и витезова Округлог стола, 1858) и Ернеста Риса (Малоријева историја краља Артура и потрага за Светим гралом: Из Смрти Артурове, 1886), такође су заснована на Стансбијевој верзији.
Издање Вилијама Апкота, директно засновано на тада поново откривеној Морган копији прве штампане Какстонове верзије, објављено је као Малоријева Смрт Артурова са уводом Роберта Саутија и белешкама које су укључивале резиме оригиналног француског материјала из 1817. године. Након тога, Какстон је постао основа за многа наредна издања све до открића Винчестерског рукописа 1934. године.
Прво масовно штампано модерно издање Какстона објавио је Едвард Стречи 1868. године као књигу за децу под називом Смрт Артурова: Књига сер Томаса Малорија о краљу Артуру и његовим племенитим витезовима Округлог стола, веома цензурисану у складу са викторијанским моралом. Многи други уредници, скратитељи и препричавачи из 19. века, попут Хенрија Фрита (Краљ Артур и његови витезови Округлог стола, 1884) такође би цензурисали своје верзије из истог разлога. Прво „стандардно” популарно издање, засновано на Какстону, било је Смрт Артурова сер Томаса Малорија Хајнриха Оскара Зомера, објављено 1890. са уводом и појмовником, као и есејом о Малоријевом прозном стилу, након чега су уследила издања Џона Риса 1893. и Израела Голанца 1897. године.
Модернизована издања ажурирају правопис касног средњеенглеског језика, ажурирају неке заменице и поново стављају интерпункцију и репаратуришу текст. Друга даље ажурирају фразе и речник на савремени модерни енглески. Од препорода артуровских легенди током 19. века, било је бројних модерних републикација, препричавања и адаптација Смрти Артурове.